# Camera a multifili

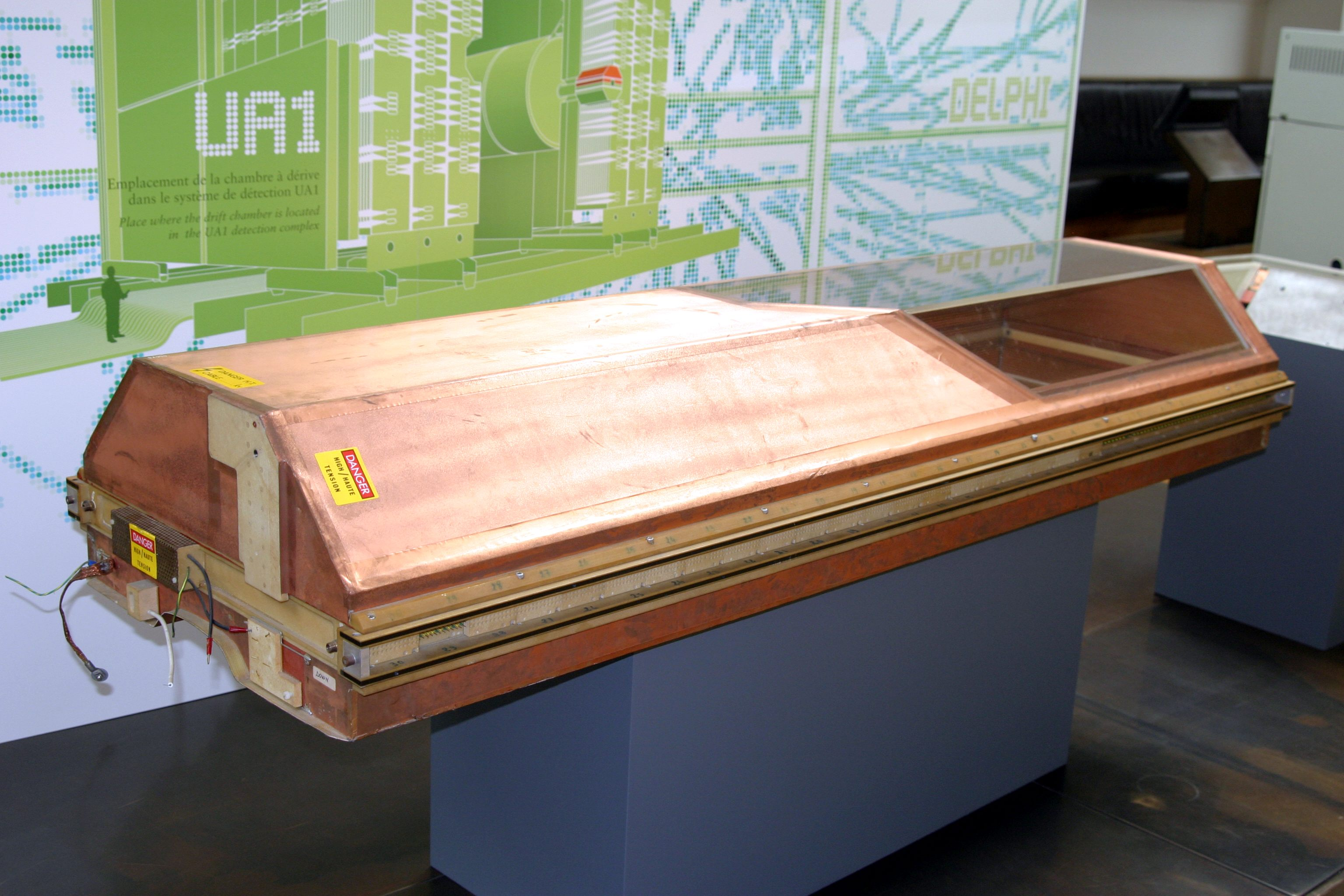
Camera a drift al Musée des Arts et Métiers di Parigi

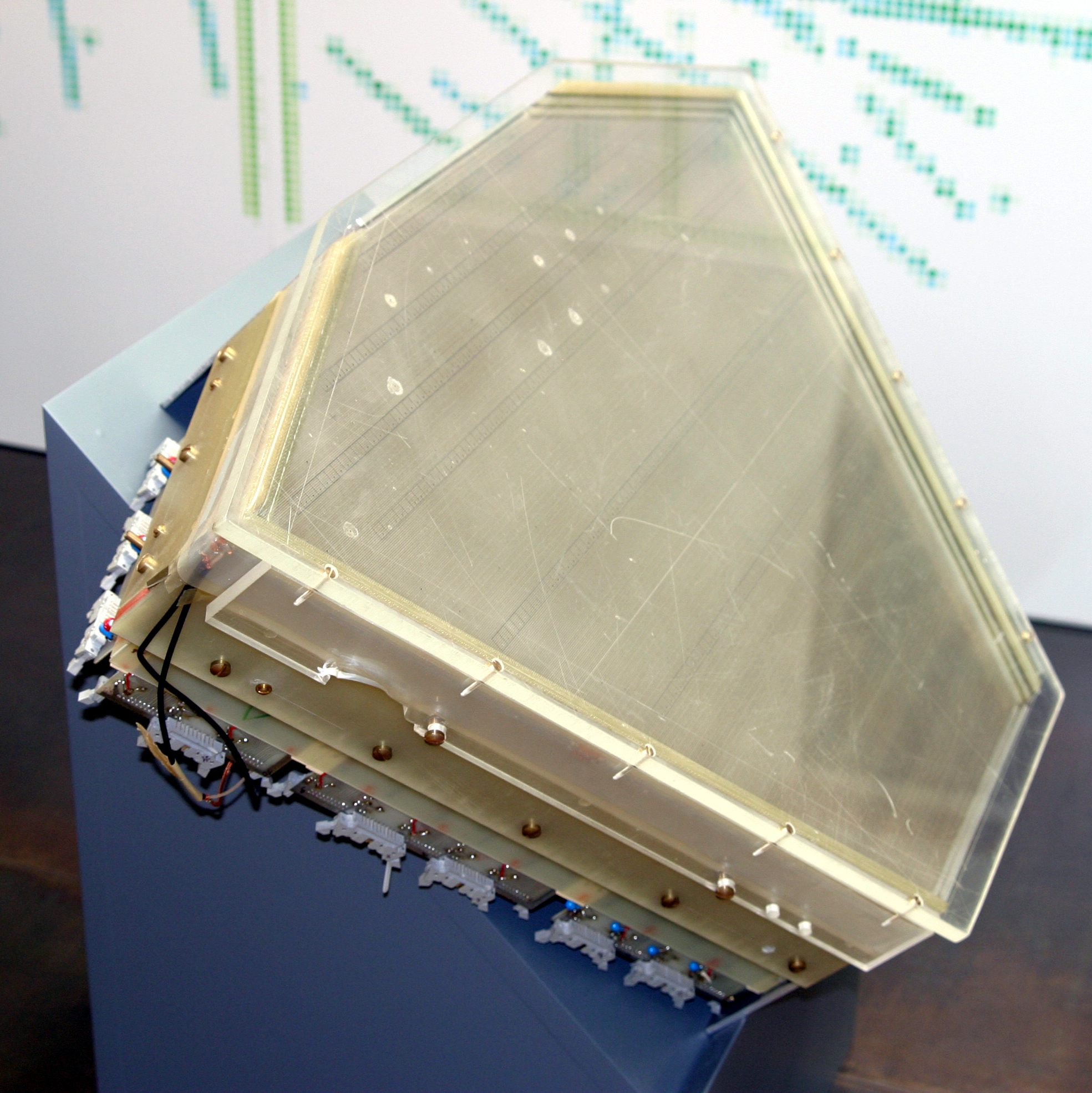
Elemento di una camera a drift

Una camera a multifili è un rivelatore di particelle che rivela la radiazione ionizzante usando le idee del contatore Geiger e del contatore proporzionale. A differenza di questi ultimi utilizzando più fili anodici è in grado di misurare la traiettoria della particella primaria.
Il rivelatore è formato da molti fili paralleli, mantenuti ad alto potenziale positivo, circondati da un catodo. Quando la particella interagisce con il gas contenuto nella camera lo ionizza creando coppie elettrone - ione positivo. Gli elettroni migrano verso il piano anodico e quando giungono in prossimità di un anodo si moltiplicano, creando una valanga. Andando a vedere quale anodo ha prodotto il segnale si può trovare una coordinata spaziale.
Per molto tempo negli esperimenti di fisica delle particelle per osservare le traiettorie delle particelle il rivelatore più usato era la camera a bolle, che ha un'ottima risoluzione spaziale, ma è lento, ha alto tempo morto in cui non è attivo e la lettura avviene tramite fotografie che spesso erano analizzate manualmente. Con l'avvento dell'elettronica diventò desiderabile avere un rivelatore con una lettura veloce.
Il primo tipo di camera a multifili è stata camera proporzionale a multifili (MWPC) che è in grado di misurare l'energia della particella. L'invenzione del 1968 di Georges Charpak al CERN gli fruttò il Premio Nobel per la fisica nel 1992. Uno dei meriti di Charpak fu di dimostrare che una camera a multifili può funzionare come rivelatore posizionale, perché il segnale positivo che si crea sugli anodi vicini a quello interessato (con segnale negativo) è maggiore del segnale negativo indotto.
Un'evoluzione è la camera a deriva, nelle quali la coordinata perpendicolare ai fili è trovata misurando il tempo che gli elettroni ci mettono a migrare.
Un altro rivelatore che è formato da due MWPC è la TPC, la camera a proiezione temporale.